# Tweede Jan Steenstraat 112-114
Het gebouw Tweede Jan Steenstraat 112-114 bestaat uit een tweetal woonhuizen aan de Tweede Jan Steenstraat in De Pijp te Amsterdam-Zuid.

## Gebouwen en adressen
Het complex is ontworpen door de architecten Peereboom, Van den Berg en Van der Sande en is een eclectische bouwstijl. Het maakte deel uit van een complex van zeven gebouwen, die op de hoek van de Tweede Jan Steenstraat met de Amsteldijk zouden verrijzen. De gebouwen zijn qua bouwstijl vrij onopvallend voor de buurt. Wat ze bijzonder maakt zijn de balkons. Het casco van de nummers 112 en 114 heeft een teruggetrokken middenstuk ten opzichte van de rooilijn. De keus om de balkons zo te construeren is misschien gemaakt omdat de nauwe straat geen uitstekende balkons toestaat. Aan de andere kant was de straat ten tijde van de bouw met vijftien meter bepaald breed te noemen, vergeleken met de gemiddelde straat in het centrum. Dat is goed te zien op de foto in het Stadsarchief van de in 1929 jubilerende ijsfabriek op nummer 80, als alle bestelwagens en karren dwars staan opgesteld voor de foto.
Deze stijl is ook toegepast op Amsteldijk 22 en 23. Amsteldijk 21 is ook nog gebouwd volgens de tekening, maar de gebouwen nrs. 19 en 20 zijn afwijkend neergezet; hier zouden ook inspringende balkons geplaatst worden, maar anno 2015 zijn die niet aanwezig en is er ook geen spoor van te zien. De zijgevel van gebouw 19 aan de Tweede Jan Steenstraat is wel weer uitgevoerd in de trant van de bouwtekening. Tussen de gebouwen aan de Tweede Jan Steenstraat en aan de Amsteldijk zit een open ruimte, die ook op de tekening is te zien.

## Architect
Carolus Gummarus Odo van der Sande was van huis uit makelaar. Hij was betrokken bij het verhuren van huizen, maar ook bij het veilen van schepen. Daarnaast was hij timmerman. Hij is in 1882 getrouwd met Helena Mathilda Verheijen. Hij werd in april 1889 failliet verklaard.

## Gevelsteen

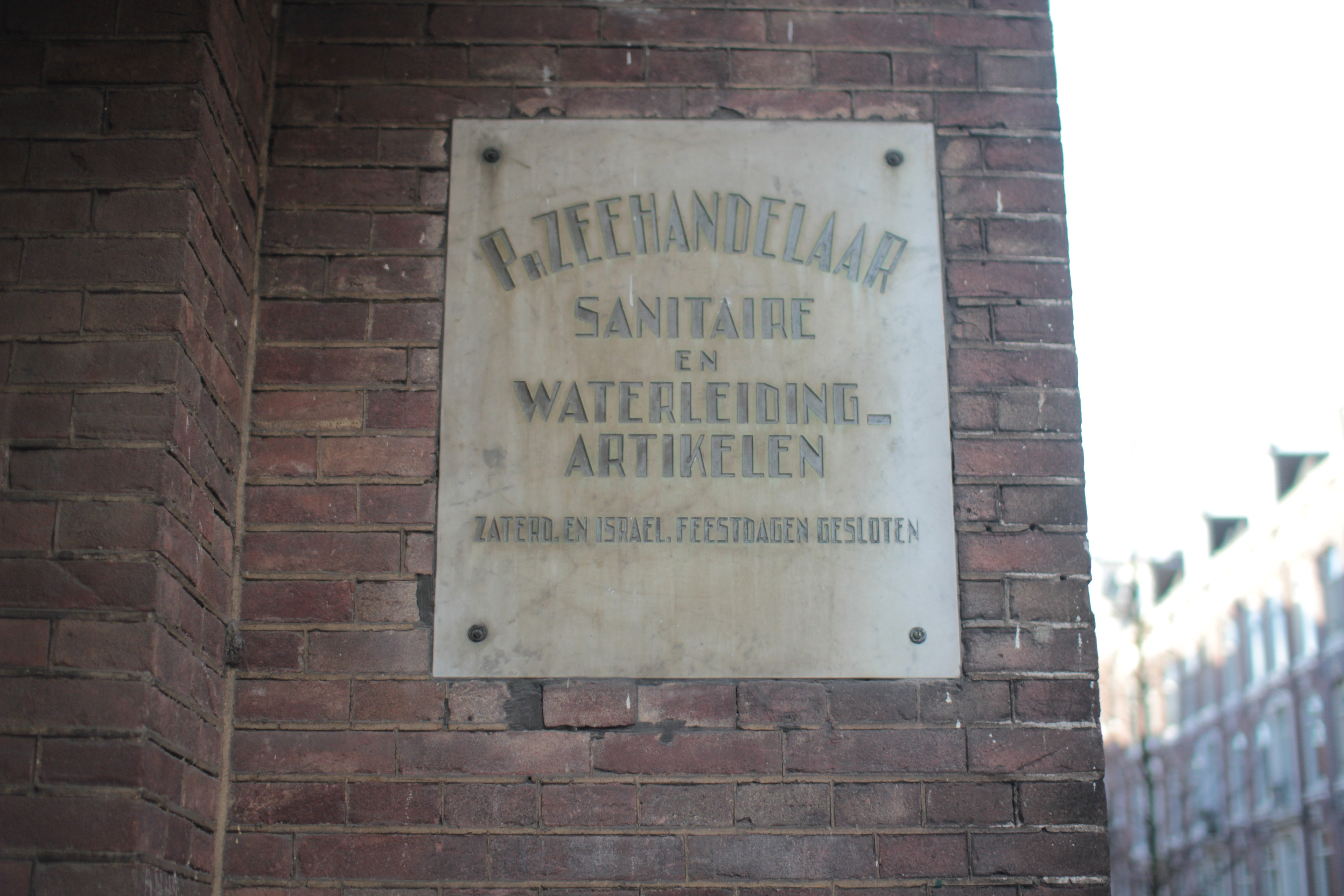
Gevelsteen in januari 2016

Tot in de jaren tachtig was hier gevestigd een deel van Ph. Zeehandelaars handel in sanitaire en waterleidingartikelen. Het bedrijf kreeg zijn naam van Minicus Zeehandelaar (Amsterdam, 17 augustus 1883- Sobibór, 4 juni 1943, die zich Philip noemde. Hij was getrouwd met Anna Konijn (Amsterdam, 29 maart 1886 - Sobibór, 4 juni 1943). Zij trouwden in Café De Ysbreeker. Eerder was hij werkzaam als diamantslijper. Als Joden werden zij afgevoerd naar vernietigingskamp Sobibór en daar om het leven gebracht.